# Test de Schober

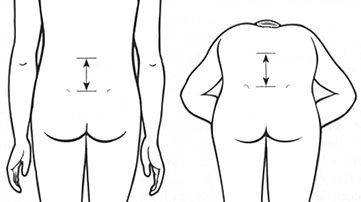
Illustration d'un test de Schober

Le test de Schober, en médecine, permet de mesurer la flexion de la portion de la colonne vertébrale située au niveau des vertèbres lombaires.
Pour ce faire, on pratique deux marques, respectivement à la vertèbre L5 (environ au niveau de l'épine iliaque postéro-supérieure) et 10 cm au-dessus de cette dernière, chez un patient en station debout. Le patient est ensuite prié de se pencher en avant autant que possible et on mesure ensuite l'augmentation d'écart entre les deux marques pratiquées précédemment. Une augmentation d'écart de moins de 3 cm est considérée comme pathologique, la normale attendue est de +5cm.